# 渡瀬憲明
渡瀬 憲明（わたせ のりあき、1925年10月8日 - 1998年8月1日）は、日本の政治家。衆議院議員。熊本県八代市出身。旧制八代中学、明治大学法学部卒業。

## 来歴・人物
坂田道太の秘書を経て政界入り。1990年、第39回衆議院議員総選挙に坂田の後継者として旧熊本2区から自由民主党公認で立候補し、初当選（当選同期に岡田克也・佐田玄一郎・藤井裕久・鈴木俊一・亀井久興・中谷元・森英介・福田康夫・石原伸晃・河村建夫・小林興起・塩谷立・古屋圭司・細田博之・松岡利勝・小坂憲次・山本拓・赤城徳彦・簗瀬進など）。2期務め、河本派に所属した。この間、防衛政務次官、衆議院文教委員会理事、衆議院安全保障委員会委員、衆議院厚生委員会委員、石炭対策特別委員会委員などの要職を歴任。
小選挙区制導入後初の総選挙となった1996年の第41回衆議院議員総選挙では熊本5区から出馬するも、新進党公認の矢上雅義に敗れて議席を失った（なお矢上は新進党分裂後に自民党に入党し、渡瀬の事実上の後継者となった）。
1998年8月1日、72歳で死去。勲三等旭日中綬章を受章した。

## エピソード
- 1996年の総選挙で小選挙区で落選。比例区でも24位と次点に終わった。1998年、渡瀬は死去した。翌1999年に比例区で当選した東家嘉幸が議員辞職。この時点で渡瀬が生きていれば繰り上げ当選になっていた（渡瀬より下位の林田彪が繰り上げ当選）。
- 2000年に内閣総理大臣在職中の森喜朗が、当時まだ存命中だった坂田道太のことを取り上げ、「亡くなられた坂田さん……」と発言。のちに撤回したが、その際、坂田と渡瀬を混同して取り間違えた、と弁明した。